# Sammy Gravano
Salvatore "Sammy the Bull" Gravano (ur. 12 marca 1945) – mafioso amerykański.
Związany z rodziną mafijną Gambino, gdzie współpracował z bossem Johnem Gottim. Był zamieszany w walkę o władzę w mafii i zabójstwo Paula Castellano (1985). Aresztowany w 1991, swoimi zeznaniami przyczynił się do wydania wyroku dożywocia na Gottiego; dzięki współpracy z wymiarem sprawiedliwości otrzymał niższy wyrok (mimo współudziału w 19 morderstwach) i wyszedł na wolność pod koniec 1991, objęty programem ochrony świadków. W 1995 powrócił do działalności przestępczej, zajmując się m.in. handlem narkotykami. W 1999 został ponownie aresztowany, we wrześniu 2001 otrzymał wyrok 20 lat więzienia. Jego wspomnienia spisano w książce Petera Maasa Mafia: moja rodzina.